# Frederator Studios
Frederator Studios — американская анимационная студия, основанная Фредом Сейбертом  в 1997 году. Студия фокусируется прежде всего на художниках, которые пишут собственные короткометражные мультфильмы, сериалы и фильмы. Её лозунг — «Original Cartoons since 1998» (с англ. — «Оригинальные мультфильмы с 1998 года»). Она имеет офисы в Нью-Йорке и Бербанке, штат Калифорния.
26 октября 2016 года Frederator Networs, Inc. объединилась с канадской анимационной студией Rainmaker Entertainment и Ezrin Hirsh, Inc. в одну — WOW! Unlimited Media Inc.

## История
Перед основанием Frederator, в 1983 году, Фред Сайберт основал Fred / Alan, Inc. в Нью-Йорке со своим другом колледжа Аланом Гудманом; В 1988 году Фред / Алан сотрудничал с Альби Хехтом в Chauncey Street Productions для производства телевизионных программ для Nickelodeon, MTV, A & E и CBS. В 1992 году Сейберт стал президентом мультфильмов Ханны-Барбера и создал «What a Cartoon!». В 1996 году, когда Time Warner объединился с Turner Broadcasting (владелец Hanna-Barbera), он покинул студию. Frederator Incorporated был создан в январе 1997 года (первые мультфильмы были выпущены в 1998 году) и размещался во временном месте студии Nickelodeon Animation Studio в Северном Голливуде, штат Калифорния. Дебютный выпуск Frederator была серия анимационных телесериалов «Oh Yeah! Cartoons», в состав которой входили: «Волшебные покровители», «ChalkZone» и «Жизнь и приключения робота-подростка», в дополнение к 51 оригинальным короткометражным мультфильмам группы создателей, включая первые фильмы таких создателей, как Бутч Хартман, Роб Рензетти, Тим Бискап , Ларри Хубер, Пэт Вентура, Сет МакФарлейн и Карлос Рамос. Серия короткометражных мультфильмов 	«What a Cartoon!»  включала в себя  «Лабораторию Декстера», «Джонни Браво», «Коровка и Петушок», «Я - горностай», «Суперкрошки» и «Кураж - трусливый пёс». Frederator выпустил в общей сложности 16 телевизионных сериалов и более 200 мини-сериалов, в том числе webisodes. В настоящее время компания находится в партнерстве с Sony Entertainment и YouTube.
В 2002 году Фредератор создал совместное предприятие для дошкольных мультфильмов с продюсером Смешанной медиагруппы Susan Miller, Inc. и выпустил свою первую серию дошкольных изданий Wow! Вау! Wubbzy !.
Frederator Studios создала телевизионный сериал и конкурс The Nicktoons Film Festival (теперь известный как Nicktons Network Animation Festival) для сети Nicktoons, которая дебютировала 24 октября 2004 года.
В 2004 году Дэвид Карп интернировал в Frederator Studios на своем первом месте в Манхэттене и построил свою первую платформу для блогов. В 2007 году он запустил Tumblr с арендованного стола в офисах Frederator Studios Park Avenue South с главным инженером Marco Arment. Seibert был одним из первых блогеров Tumblr.
1 ноября 2005 года Фредератор запустил так называемый «первый мультфильм подкаст». Named Channel Frederator Дэвид Карп (который также структурировал и редактировал начальные эпизоды), эта еженедельная анимационная сеть представила фильмы со всего мира и быстро стала одним из лучших видеоподкастов iTunes от Apple Inc. В быстрой последовательности The Wubbcast был запущен для дошкольников в январе 2006 года, а ReFrederator - винтажные рекламные мультфильмы общего пользования в апреле 2006 года. Канал Frederator стал моделью для медиа-компании Seibert Next New Networks и ежемесячно достигает почти 4 000 000 просмотров видео.
25 июня 2007 года статья «Варьете» объявила, что в студии были созданы фильмы Фредерара, посвященные созданию анимационных художественных фильмов в бюджете на сумму менее 20 миллионов долларов. Первая функция Фредерара установлена в Paramount Pictures, совместно с J.J. Плохие роботы Abrams Productions. Они также создали свои первые две анимированные функции в первом дизайне производства для Sony Pictures Animation.
Студия выпустила свои первые оригинальные интернет-мультфильмы с независимым аниматором Dan Meth. Meth Methute 39, выпущенный 5 сентября 2007 года, включает 39 оригинальных шортов персонажей Meth. (Первый мультфильм был «Интернет-люди», видеоролики на видеороликах YouTube и MySpaceTV, в которых представлены некоторые из лучших интернет-мемов и интернет-пользователей.) В октябре 2008 года дебютировал «Nite Fite». Эти серии составили Более 35 000 000 просмотров видео на сегодняшний день.
Трансляция последней серии мультипликационных сериалов «Случайно! Мультфильмы» состоялась в 2009 году на Nicktoons.  Он породил две телесериала: «Фанбой и Чам Чам» и  «Время приключений», а также веб-сериал «Храбрейшие воины».
Frederator объявила о выпуске нового канала для YouTube и взрослого лейбла, Cartoon Hangover в феврале 2012 года. На старте Frederator выпустил три анимационных сериала для канала: Brave Warriors, созданный Пендлтоном Уордом; SuperCrappers, созданный Джеймсом Кочалкой; И слишком круто! Мультфильмы, инкубатор с контентом от разных аниматоров. Самые смелые воины премьера состоялась 8 ноября 2012 года и SuperCrappers премьера 30 ноября 2012 года.
В июле 2013 года в рамках Too Cool! Cartoon Cartoon Hangover премьера первой части 10-минутного короткометражного фильма «Би и ПаппиКэт», созданного Наташей Аллегри. Из-за своей популярности, в ноябре 2013 года Фредератор запустил Kickstarter для финансирования первого сезона серии, который был успешным и привлек 872 133 доллара к большему количеству эпизодов шоу. Этот проект стал самой финансируемой анимацией и веб-сайтами Kickstarter, а также четвертым наиболее финансируемым проектом Film / Video.
В 2013 году Frederator запустила кампанию Digital-only ebook, Frederator Books.

## Продукция
Для Nickelodeon:
- Oh Yeah! Cartoons (1998–2001) (совместно с Nickelodeon Animation Studio)
- Волшебные покровители (2001–17) (совместно с Nickelodeon Animation Studio и Billionfold, Inc)
- ChalkZone (2002–08) (совместно с Nickelodeon Animation Studio)
- Жизнь и приключения робота-подростка (2003–09) (совместно с Nickelodeon Animation Studio)
- Wow! Wow! Wubbzy! (2006–10) (совместно с Bolder Media и Film Roman)
- Фанбой и Чам Чам (2009–14) (совместно с Nickelodeon Animation Studio)

Для Nicktoons:
- Nicktoons Film Festival (2004–09) (совместно с Nickelodeon Animation Studio)
- Случайно! Мультфильмы (2008–09) (совместно Nickelodeon Animation Studio)
- Ape Escape (2009)

Для Cartoon Network:
- What a Cartoon! (1995–2002) (совместно с Hanna-Barbera)
- Время приключений (2010–18) (совместно с Cartoon Network Studios)
- Mario Bros (2000-17) ( совместно Cartoon Network Studios, Billionfold, Inc и Nintendo)

Для Teletoon
- Храбрейшие воины (2018) (совместно с Nelvana)[1]

Для Global Broadcast:
- Rocket Dog (2018)[2]

Для Netflix
- Кастлвания (2017-н.в.) (совместно с  Powerhouse Animation Studios, Shankar Animation, Project 51 Productions и Mua Film)

### Онлайн
Channel Frederator:
- The Meth Minute 39 ( 5 сентября 2007)
- Cartoon Conspiracy (24 апреля 2014)

Cartoon Hangover:
- Храбрейшие воины ( 8 ноября 2012)                                       SuperCrappers (November 30, 2012)
- (November 30, 2012)
- Too Cool! Cartoons ( 4 апреля 2013)
- Би и ПаппиКэт  (6 ноября 2014)
- GO! Cartoons (2017)

Amazon:
- Costume Quest (TBA)[3]

#### Too Cool! Cartoons
- Our New Electrical Morals  (4 апреля 2013)
- Rocket Dog  ( 2 мая 2013)
- Ace Discovery  ( 30 мая 2013)
- Би и ПаппиКэт (Первая часть  11 июля 2013, вторая часть 7 августа 2013)
- Doctor Lollipop  (12 сентября 2013)
- Chainsaw Richard  (July 17, 2014)
- Dead End (June 26, 2014)
- Manly  ( 31 июля 2014)
- Blackford Manor ( 14 августа 2014)
- SpaceBear ( 28 августа 2014)

#### GO! Cartoons
- GO! Cartoons (2017-2018)

#### Телевизионные фильмы
- The Electric Piper (2003, создано в 2000)
- Abra-Catastrophe! (2003)
- Channel Chasers (2004)
- The Jimmy Timmy Power Hour (2004/2006, совместно O Entertainment и DNA Productions, crossover three-part special with The Adventures of Jimmy Neutron: Boy Genius)
- Escape from Cluster Prime (2005)
- Wubbzy's Big Movie! (2008, совместно Bolder Media, Film Roman и Starz Media)
- Wubb Idol (2009, совместно с Bolder Media, Film Roman и Starz Media)
- Wishology (2009)
- A Fairly Odd Movie: Grow Up, Timmy Turner! (2011, совместно с Billionfold, Inc. и Pacific Bay Entertainment)
- A Fairly Odd Christmas (2012, совместно с Billionfold, Inc. и Pacific Bay Entertainment)
- A Fairly Odd Summer (2014, совместно Billionfold, Inc. и Pacific Bay Entertainment)